# Operacja nadbałtycka (1944)
Operacja nadbałtycka, oficjalnie strategiczna nadbałtycka operacja ofensywna – operacja wojskowa przeprowadzona przez Armię Czerwoną pomiędzy 14 września a 24 listopada 1944 roku. Jej celem militarnym było usunięcie wojsk niemieckich z terytorium Litwy, Łotwy i Estonii, a celem politycznym przywrócenie tych państw (zaanektowanych w 1940 roku) do składu ZSRR jako republik radzieckich. Rezultatem operacji było opanowanie przez wojska radzieckie całości państw bałtyckich z wyjątkiem Kurlandii, w której odcięta Grupa Armii Północ broniła się aż do kapitulacji Niemiec. Operacja nadbałtycka jest zaliczana do grupy dziesięciu stalinowskich uderzeń.

## Znaczenie strategiczne
Dla Niemiec utrzymanie w panowaniu Bałtyku było bardzo ważne. Zapewniał on stałe połączenie ze Skandynawią, skąd III Rzesza pozyskiwała strategiczne materiały. Ponadto kraje nadbałtyckie były ważnym źródłem pożywienia, a Estonia również ropy naftowej.

## Przygotowania do operacji
Pod koniec sierpnia 1944 roku nad Niemcami stanęła groźba odcięcia sił Wehrmachtu, dlatego zdecydowano o wzmocnieniu obrony. Najbardziej rozbudowana była ta w okolicach Rygi oraz pomiędzy Zatoką Fińską oraz Jeziorem Pejpus. W okolicach Rygi stacjonowało pięć dywizji pancernych, a dostępu do miasta broniły 4 linie obrony. Natomiast w okolicach Narwy zlokalizowano trzy strefy obrony o głębokości 25-30 kilometrów. W Zatoce Fińskiej ustawiono przeszkody mające przeszkodzić w działaniach Floty Bałtyckiej. Ponadto wybrzeże było zaminowane.

## Siły
Operacja została wykonana przez wojska 1, 2 i 3 Frontu Nadbałtyckiego, Frontu Leningradzkiego, części 3 Frontu Białoruskiego oraz Flotę Bałtycką. Naprzeciw nim stanęła 16 i 18 Armia oraz 3 Armia Pancerna. Siły sowieckie liczyły 900 tysięcy ludzi, około 17 500 dział, więcej niż 3000 czołgów oraz 2640 samolotów. Niemcy dysponowali natomiast 730 tysiącami ludzi, 7000 działami i moździerzami, ponad 1200 czołgami oraz 400 samolotami.

## Przebieg operacji
Operacja nadbałtycka była rozbita na szereg pomniejszych operacji, które wszystkie – poza operacją kurlandzką – doprowadziły do zdobycia punktów strategicznych i w rezultacie do pełnego wyparcia wojsk niemieckich z obszaru ofensywy:
- Ofensywa na Rygę (14.09 – 24.10) – jej celem było zlikwidowanie niemieckich jednostek na wybrzeżu Zatoki Ryskiej i zdobycie łotewskiej stolicy[4][5];

- Ofensywa na Tallin (17.09 – 26.10) – miała na celu wyparcie Niemców z Estonii i zajęcie jej stolicy[4][5];

- Ofensywa na Memel (5.10 – 22.10) – miała za zadanie dotarcie do wybrzeża Bałtyku w okolicy miasta Memel (obecnie Kłajpeda) i przerwać połączenie pomiędzy Grupa Armii Środek a Północ[4][5];

- Lądowanie na Wyspach Moonsundzkich (Archipelag Zachodnioestoński) (27.09 – 24.11) – desant morski na estońskie wyspy Dagö, Ösel i Moon mający na celu zablokowanie dostępu do Zatoki Ryskiej dla Kriegsmarine[4][5].

Natomiast Niemcy przeprowadzali operacje defensywne, ewakuacyjne i kontrataki:
- Operacja Aster (17 – 26.09) – miała na celu ewakuacje wojsk niemieckich z Estonii[6];

- Operacja Doppelkopf (16 – 21.09) – kontratak, którym Niemcy chcieli przekreślić radzieckie plany przerwania połączenia pomiędzy Grupą Armii Środek i „Północ”[7];

- Bitwa o Memel (5 – 22.10) – obrona miasta i portu Memel[4].

- Operacja Hannibal (1.10.1944 - 8.05.1945) – ewakuacja wojsk i cywilów z Kurlandii oraz Prus Wschodnich[8].

## Skutki i straty
W konsekwencji operacji nadbałtyckiej wojska niemieckie zostały całkowicie wyparte z Estonii i Litwy. Utrata krajów bałtyckich spowodowała dotkliwe konsekwencje dla Niemców. Stracili oni bazy okrętów podwodnych na wschodnim wybrzeżu Bałtyku oraz dostęp do przemysłu i bazy surowcowej tych państw. Na Półwyspie Kurlandzkim została odcięta i zablokowana Grupa Armii Północ, która całkowicie straciła zdolność do prowadzenia działań bojowych innych niż obronne. 26 spośród 59 niemieckich dywizji poniosło bardzo dotkliwe  straty, trzy zostały całkowicie rozbite. Armia Czerwona straciła około 61 tysięcy zabitych i ponad 218 tysięcy rannych.